# كريس ديكسون (رجل أعمال)
كريس ديكسون (بالإنجليزية: Chris Dixon)‏ هو شخصية أعمال أمريكي، ولد في 1972.

## وصلات خارجية
- الموقع الرسمي